# Districte de Corozal
El districte de Corozal és un dels sis districtes en què es divideix el territori de Belice. La capital és Corozal Town.
Corozal ha estat seu de la indústria sucrera de Belice. No obstant això, actualment el 65% de la població activa depèn de la zona de lliure comerç amb Mèxic. D'acord amb les dades del cens de l'any 2010, el districte té una població de 39.539 habitants, dels quals el 76% són d'origen hispanoamericà. Una de les principals característiques del districte és la predominança de l'ús del castellà per la població. També es parla el maia yukatek als pobles de Chan Chen, Chunox, Cristo Rey, Louisville, Patchakan, San Pedro, San Victor Village, Xaibe i Yo Chen.
Les ruïnes maies de Santa Rita es troben a Corozal vora de la ciutat capital a Louisville i a Cerros.

## Municipis
Al districte de Corozal hi ha les viles i pobles de Benque Viejo, Calcutta, Campa Pita, Chacan Chac Mol, Chan Chen, Chunch, Chunox, Cocos, Consejo, Copper Bank, Corozalito, Cowpen, Estero, Laguna, Libertad, Little Belize, Louisville, Paraíso, Patchacan, Progreso, Puebla Nueva, Ranchito, Remate, San Joaquín, Saltillo, Sarteneja, Shipstern, Tacistal, Xaibe i Xcanluum.
L'illa de cayo Ambergris és una ínsula que està geogràficament més propera a aquesta regió, però realment pertany al districte de Belize.

Frontera Mèxic-Belize.